# إيرا سوليفان
إيرا سوليفان (بالإنجليزية: Ira Sullivan) هو ملحن وعازف جاز أمريكي، ولد في 1 مايو 1931 في واشنطن العاصمة في الولايات المتحدة.

## وصلات خارجية
- الموقع الرسمي
- إيرا سوليفان على موقع IMDb (الإنجليزية)
- إيرا سوليفان على موقع ميوزك برينز (الإنجليزية)
- إيرا سوليفان على موقع أول ميوزيك (الإنجليزية)
- إيرا سوليفان على موقع ديسكوغز (الإنجليزية)